# Pseudohaje
Pseudohaje – rodzaj jadowitych węży z rodziny zdradnicowatych (Elapidae).

## Zasięg występowania
Rodzaj obejmuje gatunki występujące w Afryce (Gwinea, Sierra Leone, Liberia, Wybrzeże Kości Słoniowej, Ghana, Togo, Benin, Nigeria, Kamerun, Republika Środkowoafrykańska, Gwinea Równikowa, Gabon, Kongo, Demokratyczna Republika Konga, Rwanda, Uganda i Kenia). 

## Systematyka

### Etymologia
Pseudohaje: gr. ψευδος pseudos „fałszywy”; epitet gatunkowy Naja haje Linnaeus, 1758.

### Podział systematyczny
Do rodzaju należą następujące gatunki: 
- Pseudohaje goldii
- Pseudohaje nigra